# Homicide
Nelson Rodríguez Erazo (Brooklyn, Nueva York, 20 de marzo de 1977) es un luchador profesional estadounidense de ascendencia puertorriqueña, Actualmente está compitiendo en el circuito independiente, por la National Wrestling Alliance y Ring of Honor. más conocido por su nombre en el ring, de Homicide. El trabajo para la Total Nonstop Action Wrestling, donde es un ex Campeón de la X Division y tres veces Campeón Mundial en pareja habiendo ganado el NWA World Tag Team Championship en dos ocasiones y el TNA World Tag Team Championship una vez con su expareja, Hernández. También se le conoce por su época en Ring of Honor, donde obtuvo el Campeonato Mundial. Actualmente junto a Chris Dickinson es Campeón Mundial en Parejas de ROH en su primer reinado.

## Carrera

### Inicios
Nacido en Brooklyn, Erazo era un fan de la lucha libre de la edad de cinco años y decidió que quería convertirse en un luchador a la edad de quince años. Después de acumular una serie de títulos deportivos como el fútbol y lucha libre amateur, se le ofreció una beca para la Universidad de Miami, que él rechazó, prefiriendo seguir "dinero rápido". Erazo se formó como luchador en una bodega, debutando el 5 de marzo de 1993. Después de luchar durante tres años sin ningún entrenamiento formal, Erazo asistió a una escuela de lucha libre profesional en Nueva Jersey, operado por Manny Fernández.
Erazo inicialmente luchó como El Terror América, una referencia a su origen étnico de Puerto Rico. Él se aburría con el truco en 1995 y decidió crear un nuevo personaje basado en su propio pasado. Erazo había sido miembro de una pandilla en su juventud, e incorporó esto en el carácter de Homicide, tomando su nombre en el ring de un episodio de America's Most Wanted, donde un hombre fue arrestado por el delito de homicidio. Como Homicide, su estilo de lucha dura, el uso extensivo de las armas durante los partidos y truco gangsta han dado lugar a frecuentes, a veces peyorativa, las comparaciones con New Jack.
Erazo trabajó en el circuito independiente a lo largo de la década de 1990. En 1997, Erazo fue parte de la facción llamada The Wrecking Crew en Long Bobby Lombardi Federación de la isla de Lucha Libre (LIWF). A continuación, mientras que en un año de pausa de la lucha libre, que gestionaba una escuela de formación en Cypress Hills de Nueva York conocido como "The Doghouse LIWF" junto con Laithon y Louie Lowlife. La caseta de perro / LIWF produjo aproximadamente veintidós graduados, incluyendo un número de luchadores de ROH, como Low Ki. Erazo también formó un equipo llamado The Natural Born pecadores con Boogalou (que vio Boogalou usar una máscara de Leatherface y homicidio usar una máscara de Michael Myers).

### Jersey All Pro Wrestling (1997-presente)

#### 1997-1999
El homicidio se unió Jersey All Pro Wrestling el 7 de septiembre de 1997 y se convirtió rápidamente en uno de los pilares de la promoción. Él formó un equipo con Kane D conocido como La Nación de Inmigración (NOI), y el 22 de marzo de 1998, La Nación del Islam Enfermedad y derrotó a Los Ángeles Sangrientos en un partido de tres vías para la etiqueta JAPW Tag Team Championship en Newark, Nueva Jersey. Se perdió el título a The Express piel de la cabeza el 20 de mayo, pero recuperó a 25 de agosto de derrotar a Russ Charlie Haas y armas en un partido. Su segundo reinado duró hasta el 29 de enero, cuando perdieron a D-Sexo. El homicidio más tarde celebraría el título dos veces más, con don Montoya y con B-Boy.

#### 1999-2005
Homicide ganó el JAPW Heavyweight Championship por primera vez el 9 de julio de 1999 al derrotar a Don Montoya en Bayonne, Nueva Jersey. Perdió el título a Chino Martínez el 29 de agosto. Su segundo reinado comenzó cuando el campeón, Jason, dejó vacante el título el 18 de noviembre de 2000 por no-que muestra el evento. Homicidio derrotó a Jay Lover por el título vacante esa misma noche en la ECW Arena en Filadelfia. Perdió el título a uno de sus estudiantes, Low Ki, el 7 de julio de 2001. Tres más Heavyweight Championship reina siguió en 2001 y 2002, con homicidio firmemente a sí mismo como constitutivo de un operador dominante en JAPW. aumento de compromisos de Homicidios, incluyendo giras por Japón con Big Japan Pro Wrestling y CERO UNO-, llevaron a una disminución en su participación en JAPW después de fines de-2002.
Dan Maff, otro estudiante de Homicide, ganó el Campeonato Peso Pesado JAPW el 13 de diciembre de 2003. Mantuvo el título durante 2004. En marzo de 2005, sin embargo, Homicide y Maff había una legítima caer-hacia fuera, con Homicidios anunciando que Maff lo había traicionado, y que él se negaría a trabajar para cualquier promoción que empleaba MAFF. Esto efectivamente llevó a Maff la lista negra de la lucha libre profesional del circuito Indy. Como resultado, el JAPW Heavyweight Championship fue desocupado. Jay Lethal había perseguido al JAPW Heavyweight Championship durante varios meses y se espera ampliamente que el próximo campeón. El título fue puesto en la línea en un partido entre un oponente letal y no divulgada el 26 de marzo. El oponente fue revelado a ser el regreso de Homicidios, que derrotó por un letal sin precedentes sexto Campeonato Peso Pesado de JAPW. Su reinado duró hasta el 21 de mayo, cuando letal finalmente ganó el cinturón en un partido de cuatro direcciones. La semana siguiente, Homicidio anunció que estaba dejando temporalmente JAPW, pero prometió hacer una "ola de asesinato" y convertirse en un siete veces campeón pesado JAPW cuando regresó.

#### 2005-presente
El 22 de octubre de 2005, homicidio actuó con su némesis de largo plazo Teddy Hart para derrotar a los The Backseat Boyz para el JAPW Tag Team Championship.  Su reinado duró hasta el 12 de noviembre de ese año, cuando Kashmere y ácido recuperó el título. El 9 de junio de 2007, homicidio y sus socios de América Latina Xchange Hernández derrotó a Jay Lethal y Azrieal para ganar el título JAPW Tag Team, que llevarían a cabo durante más de un año antes de caer a los italianos de Little Full Blooded Guido y Tracy Smothers el 15 de noviembre de 2008. El 27 de octubre de 2007, de Homicidios cumplió su palabra cuando derrotó a Low Ki para ganar el título pesado JAPW por séptima vez. Él, sin embargo, pierden el título de nuevo a Low Ki esa misma noche cuando Teddy Hart lo atacaron durante una lucha en parejas entre LAX y BLKOUT, donde tanto el peso pesado y los títulos Tag Team estaban en juego. El homicidio de siete reinados como Campeón Peso Pesado y seis reina como un Tag Team Champion son registros dentro de JAPW. El 22 de mayo de 2010, luchó una mayor Homicidios sus partidos en JAPW, derrotando a la leyenda japonesa Jushin "Thunder" Liger en el evento principal de la serie.

### Ring of Honor

#### 2002-2003
primera exposición independiente homicidio la principal fue en 2002 cuando fue reclutado por el Anillo de Honor advenedizo (ROH) la promoción. Él y Boogalou lucharon en el show de ROH por primera vez, La Era de Honor comienza el 23 de febrero, y vencieron a los Caballeros Boogie. Los Natural Born Sinners eran un equipo de la etiqueta dominante en ROH, venciendo a La Carnage Crew en el 27 de julio en un evento de Coronación campeón, y también ganó en el 24 de agosto evento Honor invade Boston, derrotando a Tony Mamaluke y James Maritate
Después de Boogalou sufrió una lesión y luego abandonó el barco a Rob Black's Xtreme Pro Wrestling, Homicide apareció solo en Glory by Honor. En respuesta a un desafío desde The Backseat Boyz, invitó a nadie en el vestuario para ser su pareja. Steve Corino respondido a su oferta, y Corino y homicidio ante el Boys asiento trasero más tarde esa noche. En el transcurso del partido, Corino encendido después de Homicidio Homicidio accidentalmente lo golpeó, superkicking su pareja y dejando el anillo, lo que permite el Backseat Boyz para derrotar fácilmente Homicidios.
Homicide y Corino comienza a partir de una rivalidad de cuatro años, con Corino criticar el estilo de vida de Homicidios y un tanto accidentada pasado. El feudo culminó en un partido en el aniversario de un año Mostrar el 8 de febrero de 2003 en Queens, Nueva York, Nueva York. Homicide fue la ciudad natal de favoritos, pero perdió a Corino después de la interferencia del grupo, la comitiva Corino. Tras el partido, Corino aplicó una cama cobra a Homicidios, instigar un motín.
Después de recuperar algo de impulso al derrotar a Christopher Daniels el 12 de abril ROH caso, The Epic Encounter, homicidio derrotó a CM Punk en un combate por el aspirante número uno el 26 de abril en Retribution: Round Robin Desafío II. El homicidio se enfrentan ROH Campeón del Mundo de Samoa Joe el 31 de mayo en Do or Die, con la esperanza no solo para ganar el título, pero de ganar a Joe para ayudar a Corino derrotarlo en su ciudad natal. A pesar del apoyo de su gerente, Julio Humos, y su íntimo amigo y antiguo alumno, Low Ki, homicidio perdieron a Joe, después de conseguir distraído por Humos y Ki argumentando fuera del ring.
El homicidio fue invicto en ROH lo largo de junio y julio, y el 16 de agosto de 2003, en Amigos amargo, más tiesos enemigos derrotó a Corino en una revancha de su encuentro de febrero. Después de veinte minutos de lucha que vio a los dos hombres sangrado y llevar a lesiones, homicide atrapa a Corino en una versión modificada STF, lo que llevó al hombre de la esquina Corino, Guillotina LaGrande, de tirar la toalla, el partido para la concesión de Homicide. En el transcurso del partido, Corino sufrió una ruptura del tímpano legítimo, y permanentemente perdido la mayor parte de la audiencia en la oreja izquierda después de un golpe duro al lado de la cabeza de Homicidios. Tras las victorias de alto perfil sobre Samoa Joe y BJ Whitmer, Homicide y Corino se enfrentan por tercera vez el 29 de noviembre de 2003, en La guerra de los cables en un partido de alambre de púas. Esta vez Julio Humos tiró la toalla por Homicide después de Corino le estranguló con una longitud de alambre de púas. Corino le ofreció a Homicide un apretón de manos después del partido, indicando que de Homicide, finalmente respetado, pero Homicide se negó a darle la mano.

#### 2004
Homicide se enfrenta a A.J. Styles en las líneas de batalla se dibujan el 10 de enero de 2004. Después Styles fue lanzado fuera del ring, se lanzó sobre Homicide cuerda en la búsqueda y aterrizó en la tercera fila de la audiencia, tocando brevemente el propio inconsciente y se lesionó el hombro y las costillas. Styles rápidamente sacaron provecho de las vulnerabilidades de Homicide, derrotando a él después de un choque de estilos. Después de derrotar a CM Punk en The Last Stand, tuvo una pausa Homicide en Ring of Honor para "encontrarse a sí mismo", la palabra de envío a través de Julio Humos que cuando regresó, él quería una oportunidad por Samoa Joe y el Campeonato Peso Pesado de ROH.
Homicide desafió a Samoa Joe por el Campeonato Mundial de ROH una vez más en Reborn: Fase 1 el 23 de abril. Homicide mostró signos de rabia y frustración durante todo el partido, y después de anotar lo que parecía ser una cuenta de tres con un roll-up, pero lo que el árbitro del partido gobernó solo un segundo cargo, se convirtió en un personaje malvado por dejándolo a cabo. A medida que la recuperación Joe se fue al ataque de Homicidios, las luces en el escenario y salió en la oscuridad de Homicide tiró una bola de fuego a Joe, que lo llevó a conseguir descalificado en el partido. Tras el partido, los árbitros y homicidio atacadas luchadores que vino al ring para ayudar a las graves quemaduras Joe, antes de ser aprehendido por el resto del vestuario. En las semanas siguientes, homicidio derrotó favoritos de los fanes de Bryan Danielson y Spanky, engañando y amenazando a los árbitros en los dos partidos. Homicide se enfrenta a Joe por el Campeonato Peso Pesado de ROH por tercera vez el 22 de mayo en la próxima generación, con Joe retención en un partido que lo llevó a sangrar por primera vez en ROH. Homicide y Joe continuó su feudo durante todo el verano de 2004, con la contratación de un homicidio stable conocido como The Rottweilers (originalmente Low Ki, Ricky Reyes, Rocky Romero y Julio Humos) para ayudar a derrotar a Joe. A pesar de los esfuerzos de The Rottweilers, Joe derrotó a Homicide para retener su título en un partido de cuarta el 23 de julio en Death Before Dishonor II: Noche 1. The Rottweilers trabajado como una unidad en todo el resto del año 2004, ayudándose unos a otros ganar los partidos.

#### 2005
En enero de 2005 comenzó Homicide "mejor de cinco series" con American Dragon. Homicide fue victorioso en los dos primeros partidos, un partido de presentación y un partido de puño con cinta, pero perdió los otros tres partidos: un Falls Count Anywhere Match, un Lumberjack Match y un Steel Cage Match en The Final Showdown el 13 de mayo de 2005. Tras su derrota ante American Dragon, Homicidio y The Rottweilers comenzó un feudo con Jay Lethal. El 7 de mayo en Manhattan Mayhem, Homicidio y Low Ki se unieron para derrotar a Lethal y Samoa Joe. Letal fue en camilla de la arena que llevaba un collarín, aparentemente heridas de gravedad. Con Letal heridos, Homicide centró su atención a James Gibson, a quien derrotó el 12 de junio en The future is now. Tras el partido, The Rottweilers siguió atacando a Gibson hasta que hizo su regreso Lethal y salvó a Gibson. Esto llevó a una lucha entre el homicidio y letal el 9 de julio en Escape de Nueva York, que ganó Homicidios. El 23 de julio en The Homecoming, Homicid y dos rottweilers de compañeros (Low Ki y Ricky Reyes) derrotaron a Samoa Joe, James Gibson y Jay Lethal en un partido de seis hombre etiqueta. Low Ki luchado con Lethal a un no contest el 12 de agosto en la Redención, después Homicide llegó al ring tras el partido a atacar a Lethal. Su plan fue frustrado por Matt Hardy, quien interceptó a Homicide y luego lo derrotó en una pelea programada individuales. El 13 de agosto en Punk: The Final Chapter, Lethal y Samoa Joe derrotaron a Homicide y Low Ki por descalificación después de que Homicide dejó caer al árbitro de codo. A partir de ahí, empezó un feudo Lethal principalmente con Low Ki.

### National Wrestling Alliance (2019–presente)
El homicidio debutó para la National Wrestling Alliance (NWA) en sus grabaciones televisivas el 30 de septiembre para NWA Power. En las grabaciones formó una alianza con Eddie Kingston.
En la noche 2 de Crockett Cup, derrotó a Austin Aries, Colby Corino y a Darius Lockhart en una Fatal-4 Way Match como la Final de un Torneo, ganando el reactivado Campeonato Mundial Junior Peso Pesado de la NWA. 2 días después en NWA Powerrr, derrotó a Austin Aries y retuvo el Campeonato Mundial Junior Peso Pesado de la NWA, 4 días después en el NWA USA emitido el 26 de marzo, derrotó a Doug Williams y retuvo el Campeonato Mundial Junior Peso Pesado de la NWA. En el NWA Powerrr emitido el 30 de abril, derrotó a Rhett Titus y retuvo el Campeonato Mundial Junior Peso Pesado de la NWA. En el episodio de NWA USA emitido el 16 de mayo, derrotó a BLK Jeez y retuvo el Campeonato Mundial Peso Pesado Junior de NWA. En el episodio especial de NWA Power: PowerrrTrip 2 emitido el 30 de mayo, derrotó a Colby Corino reteniendo el Campeonato Mundial Peso Pesado Junior de NWA. En NWA Alwayz Ready, derrotó a PJ Hawx reteniendo el Campeonato Mundial Peso Pesado Junior de NWA sin embargo después del combate, fue atacado por The Fixers (Jay Braley & Wrecking Ball Legursky) seguido después apareció Colby Corino para hacer efectivo su oportunidad ganada del Champions Series por su título, logrando retener el cinturón. En el NWA USA emitido el 9 de julio, derrotó a VSK reteniendo el Campeonato Mundial Peso Pesado Junior de NWA. En el episodio de NWA USA emitido el 6 de agosto, derrotó a PJ Hawx reteniendo el Campeonato Mundial Peso Pesado Junior de NWA. En la Noche 1 de NWA 74th Anniversary Show, derrotó a Kerry Morton reteniendo el Campeonato Mundial Peso Pesado Junior de NWA. A la Noche siguiente, derrotó a Ricky Morton reteniendo el Campeonato Mundial Peso Pesado Junior de NWA. En el episodio de NWA USA emitido el 10 de septiembre, derrotó a Eric Jackson y retuvo el Campeonato Mundial Junior Peso Pesado de la NWA. En el episodio de NWA USA emitido el 15 de octubre, derrotó a Doug Williams reteniendo el Campeonato Mundial Junior Peso Pesado de la NWA.
En Hard Times III: In New Orleans, fue derrotado por Kerry Morton perdiendo el Campeonato Mundial Junior Peso Pesado de la NWA, terminando con el feudo y con un reinado de 237 días.
En NWA Nuff Said, se enfrentó a Cyon por el Campeonato Nacional Peso Pesado de NWA, sin embargo perdió. En NWA 312, participó en el Bob Luce Memorial Battle Royal por una oportunidad al Campeonato Nacional de NWA, eliminando rápidamente a Jordan Clearwater, sin embargo,  fue eliminado por Eric Jackson. En The World is a Vampire: NWA vs. AAA, representó a NWA junto a Cyon enfrentándose a Komander & Octagón Jr. (representando a Lucha Libre AAA Worldwide), sin embargo perdieron.

### Segundo regreso a Ring of Honor (2021)
El 26 de marzo de 2021 en ROH 19th Anniversary Show, Homicide hizo su Ring of Honor, en una nueva facción llamada Violence Unlimited que consiste en Tony Deppen, Brody King y Chris Dickinson mientras atacaban La Facción Ingobernable.
En el ROH TV emitido el 27 de diciembre, junto a Brian Johnson, Flip Gordon, Kenny King, Rey Horus & Rhett Titus fueron derrotados por Bandido, Josh Woods, Matt Taven & Silas Young & The Briscoe Brothers (Jay & Mark) en un Christmas Wildcard Twelve Man Tag Team Match, siendo esta su última lucha en Ring Of Honor.

### Game Charger Wrestling (2022)
En The Wrld On GCW, se enfrentó a Jon Moxley por el Campeonato Mundial de GCW, sin embargo perdió.

### New Japan Pro-Wrestling (2022-presente)
Homicide hizo su debut en New Japan Pro-Wrestling, en el episodio del 15 de mayo de NJPW Strong, perdiendo ante Will Ospreay. En octubre de 2022, Homicide comenzaría un feudo con Tom Lawlor, que terminó en Battle in the Valley, en una Filthy Rules Fight, que Homicide perdió.

## Campeonatos y logros
- Assault Championship Wrestling

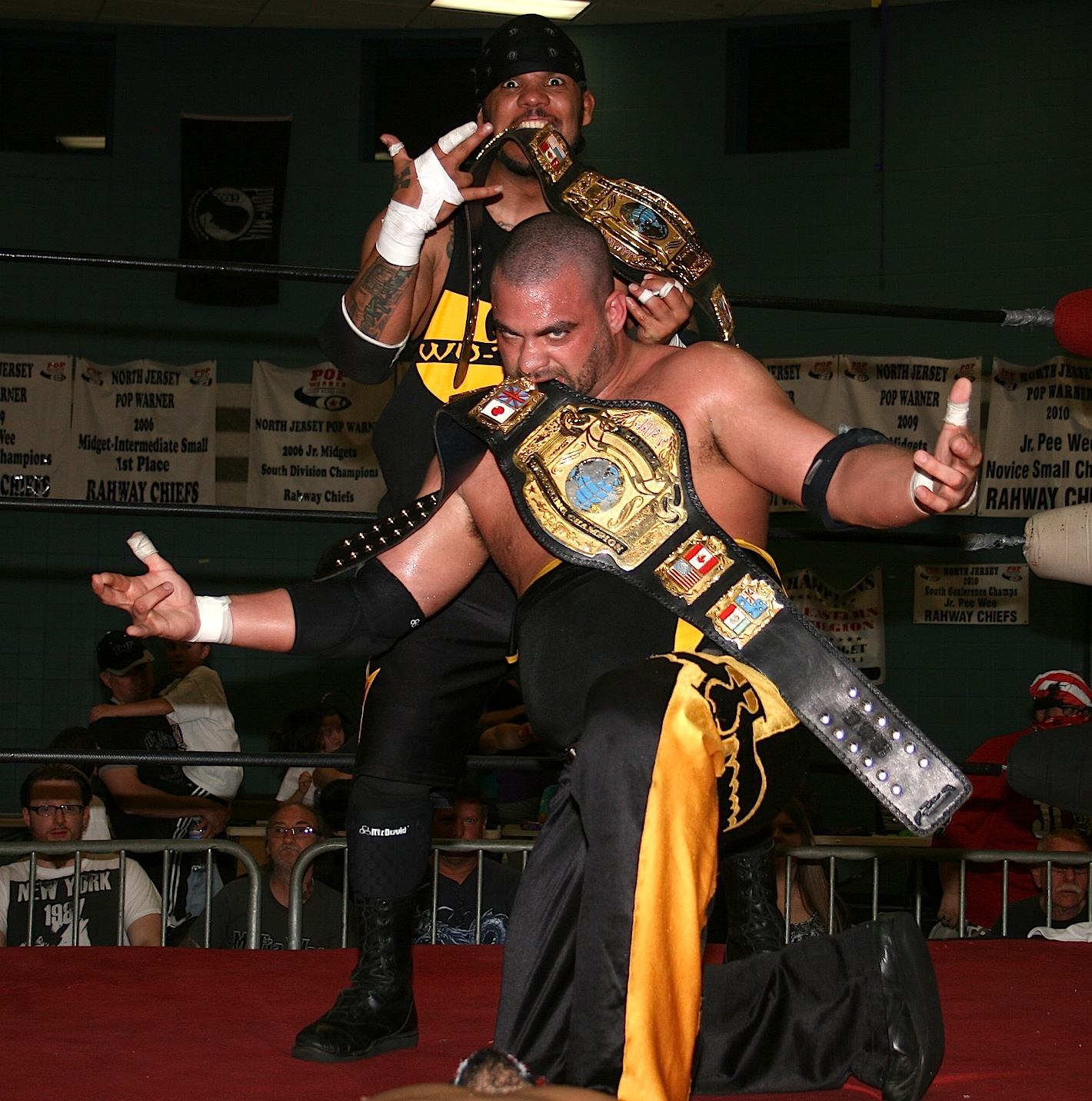
Homicide y Eddie Kingston as the Campeones en Parejas de JAPW en abril de 2012.

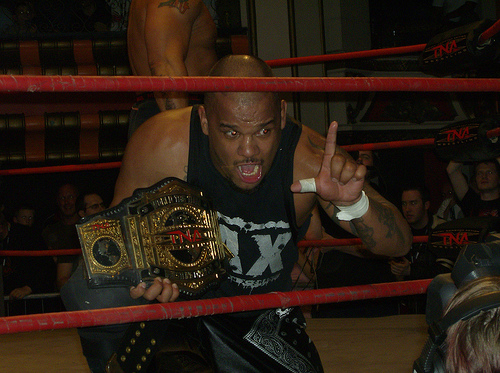
Homicide como Campeones en Parejas de TNA.

  - ACW Great American Championship (1 vez)[8]

- Big Japan Pro Wrestling
  - BJPW Junior Heavyweight Championship (1 vez)[9]

- Doghouse Championship Wrestling
  - DCW Heavyweight Championship (1 vez)[4]
  - DCW Tag Team Championship (1 time) – con Grim Reefer[4]

- Eastern Pro Wrestling
  - EPW Cruiserweight Championship (1 vez)[4]

- Full Impact Pro
  - FIP Heavyweight Championship (1 vez)[10]

- Impact Championship Wrestling
  - ICW Heavyweight Championship (1 vez)[11]
  - ICW Tag Team Championship (1 vez) – con Boogalou[12]

- International Wrestling Association
  - IWA World Tag Team Championship (1 vez) – con Hernández[13]
  - IWA World Junior Heavyweight Championship (1 vez)[14]

- Independent Wrestling Association Mid-South
  - IWA Mid-South Tag Team Championship (1 vez) – con Eddie Kingston[15]

- International Wrestling Union
  - IWU Georgia Championship (3 veces)[4]

- Jersey All Pro Wrestling
  - JAPW Heavyweight Championship (7 veces)[16]
  - JAPW Tag Team Championship (7 veces) – con Kane D (2), Don Montoya (1), B-Boy (1), Teddy Hart (1), Hernández (1) y Eddie Kingston (1, actual)[17]
  - JAPW Hall of Fame (2016)[18]

- Jersey Championship Wrestling
  - JCW Heavyweight Championship (1 vez)[19]

- Long Island Wrestling Federation
  - LIWF Heavyweight Championship (1 vez)[4]
  - LIWF Lightweight Championship (1 vez)[4]
  - LIWF New Jersey Championship (1 vez)[4]

- New Horizon Pro Wrestling
  - Global Conflict Shield Tournament (2011)[20]
  - NHPW Art of Fighting Championship (1 vez)[20][20]

- NWA Wildside
  - NWA Wildside Tag Team Championship (2 veces) – con Rainman[21]

- Pro Wrestling Guerrilla
  - PWG World Tag Team Championship (1 vez) – con B-Boy[22]
  - Tango & Cash Invitational (2004) – con B-Boy[23]

- Pro Wrestling Illustrated
  - PWI ranked him #54 of the top 500 singles wrestlers in the PWI 500 in 2007[24]

- Pro Wrestling Unplugged
  - PWU Heavyweight Championship (1 vez)[25]

- Ring of Honor
  - ROH World Championship (1 vez)[26]
  - ROH World Tag Team Championship (1 vez) – con Chris Dickinson
  - Trios Tournament (2005) – con Ricky Reyes y Rocky Romero

- River City Wrestling (San Antonio)
  - RCW Legends Championship (1 vez, actual)[27]
  - RCW Tag Team Championship (1 vez, actual) – con Hernández[28][29]

- Total Nonstop Action Wrestling
  - NWA World Tag Team Championship (2 veces) – con Hernández[30]
  - TNA World Tag Team Championship (1 vez) – con  Hernández[31]
  - TNA X Division Championship (1 vez)[32]
  - Deuces Wild Tag Team Tournament (2008) – con Hernández
  - Feast or Fired (2008) – X Division Championship contract
  - Match of the Year (2006) con Hernández vs. A.J. Styles & Christopher Daniels at TNA Surrender on 24 de septiembre de 2006[33]

- USA Pro Wrestling / USA Xtreme Wrestling
  - USA Pro Heavyweight Championship (1 vez)[34]
  - USA Pro United States Championship (1 vez)[35]
  - UXW Xtreme Championship (2 veces)[36]

- Warriors of Wrestling
  - WOW No Limits Championship (1 vez)[37]

- National Wrestling Alliance
  - NWA World Junior Heavyweight Championship (1 vez actual)

- Wrestling Observer Newsletter
  - Best Gimmick (2006) con Hernández as The Latin American Xchange[38]
  - Tag Team of the Year (2006) con Hernández as The Latin American Xchange[38]

- Otros títulos
  - MAS Cruiserweight Championship (1 vez)[4]
  - WMF All Borough Championship (3 veces)[4]